# Rio de Moinhos (Aljustrel)
Pour les articles homonymes, voir Rio de Moinhos.
Rio de Moinhos est une ancienne paroisse civile portugaise (en portugais : freguesia) de la municipalité d'Aljustrel dans le district de Beja.
La loi no 11-A/2013 du 28 janvier 2013, portant réorganisation administrative du territoire des freguesias, fusionne Rio de Moinhos avec la paroisse voisine d'Aljustrel pour former l’União das Freguesias de Aljustrel e Rio de Moinhos (dont le siège est à Aljustrel).